# Hallsville (Missouri)
Hallsville – miasto w Stanach Zjednoczonych, w stanie Missouri, w hrabstwie Boone.